# Pseudeva palligera
Pseudeva palligera är en fjärilsart som beskrevs av Augustus Radcliffe Grote 1881. Pseudeva palligera ingår i släktet Pseudeva och familjen nattflyn. Inga underarter finns listade i Catalogue of Life.

## Bildgalleri

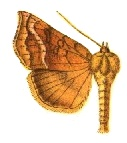